# Зета (річка)
Зета (чорн. Zeta, серб. Зета; zêta) — річка в Чорногорії довжиною 86 км, права і найбільша притока річки Морача. Бере початок від карстового джерела на схилах гори Vojnik біля міста Никшич на заході країни, протікає на південний схід до столиці Подгориці, на північ від якої впадає в річку Морача.
На річці побудована ГЕС Перучица (Perućica) потужністю 307 МВт.

## Географія
Долина річки Зета має назву Бєлопавличі. Річка тече через місто Даниловград. Рівнина є родючою і тому важлива для сільського господарства переважно гірської країни. Це завжди мало велике стратегічне значення; римляни проклали тут бруковану дорогу та кілька поселень. На узбережжі Зети, недалеко від її впадіння до Морачі, розташовані руїни стародавнього міста Діоклея (столиця князівства Дукля, або Діоклея).
Серед мостів, що перетинають Зету, — Царьов міст, названий на честь російського імператора Олександра III. Поблизу цього моста і міста Никшич на південному узбережжі Зети знаходиться старовинний замок Пандуріца.
Долиною Зети проходять автомобільна дорога та Залізнична лінія Никшич — Подгориця.

## Історія
Князівство Зета, яке вважається ядром пізнішої держави Чорногорія, завдячує своєю назвою річці. Обличчя також було названо на честь річки чи колишнього князівства за часів Королівства Югославія.